# Журнал Министерства государственных имуществ
Журнал Министерства государственных имуществ — издавался ежемесячно в Санкт-Петербурге в 1841-1864 гг.
Являлся официальным печатным органом министерства государственных имуществ. В журнале также рассматривались вопросы сельского хозяйства. 
Редакторы: А. П. Заблоцкий (с 1841), К. С. Веселовский (1857), В. П. Безобразов (1858), Ф. А. Баталин (1860—1864).